# Richtfeuerlinie Jappensand

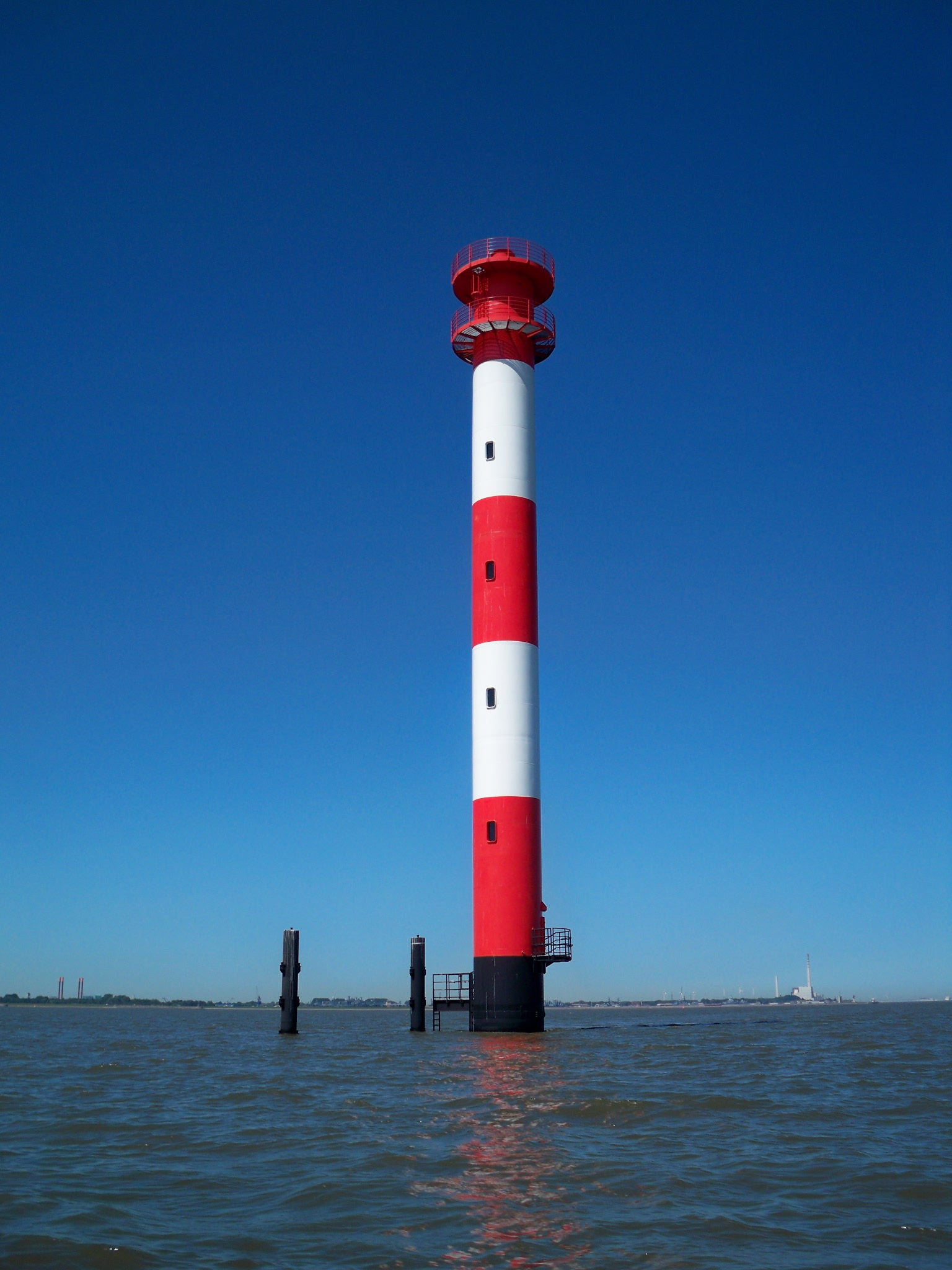
Oberfeuer Jappensand

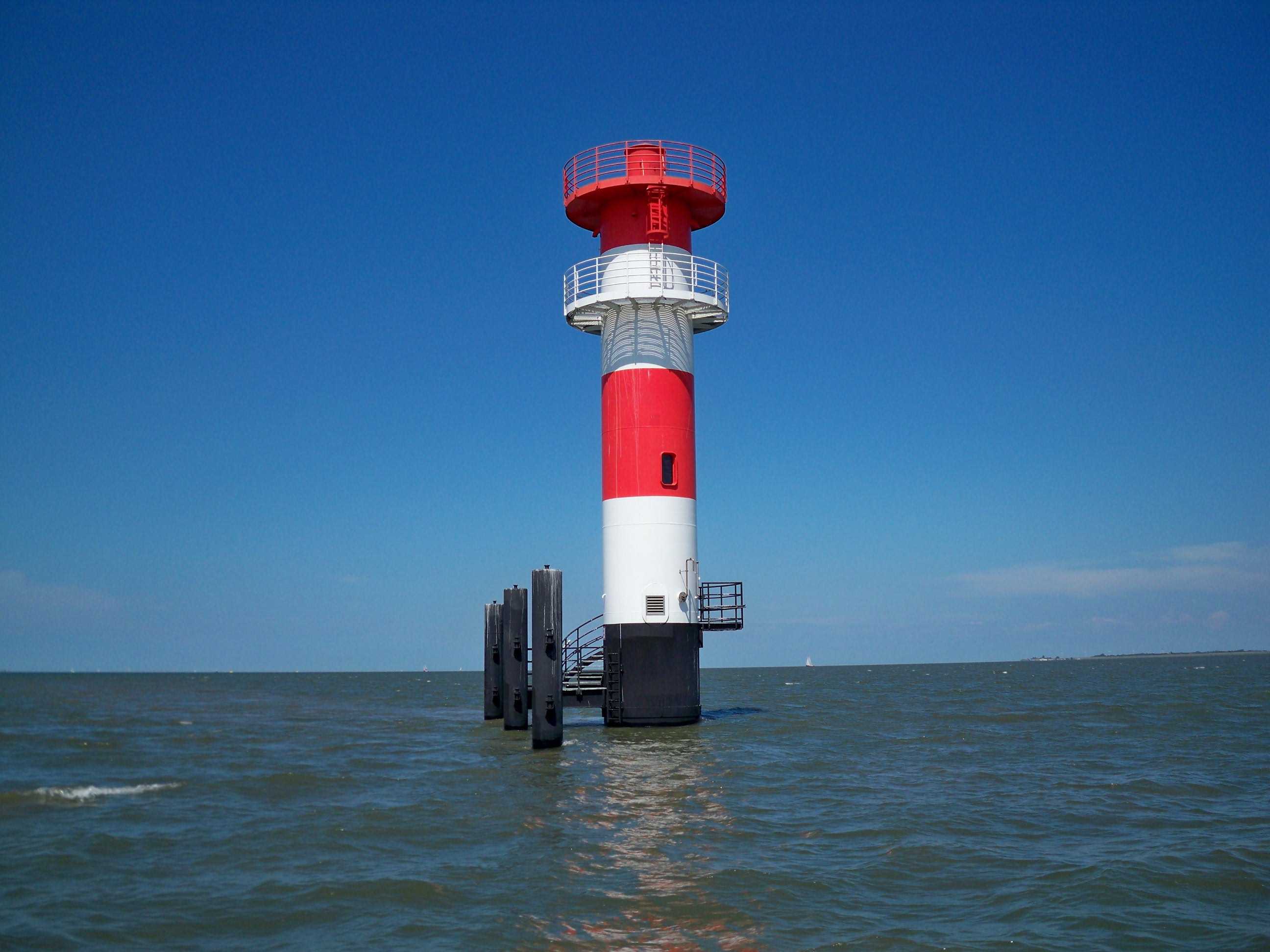
Unterfeuer Jappensand

Die Richtfeuerlinie Jappensand ist eine zwischen 2010 und 2012 errichtete Richtfeuerlinie für die Innenjade. Sie nahm am 5. Juni 2012 ihren Betrieb auf.
Der Bau der Richtfeuerlinie wurde durch eine Fahrwasseranpassung der Jade im Zuge der Errichtung des JadeWeserPorts notwendig. Die Richtfeuerlinie ersetzt die bisherige Richtfeuerlinie Eckwarden, die aufgrund der Fahrwasserverlegung nicht mehr benötigt wird und mit Inbetriebnahme der neuen außer Betrieb genommen wurde.
Die Richtfeuerlinie besteht aus zwei waagerecht rot-weiß gestreiften Leuchttürmen, die sich auf der Untiefe Jappensand im Übergang von der Innenjade in den Jadebusen befinden. Das 21 Meter hohe Unterfeuer Jappensand befindet sich am Nordwestrand des Jappensand und hat ein Gewicht von rund 38 Tonnen. Das dazugehörige Oberfeuer Jappensand liegt rund 1,5 Kilometer weiter südlich im Zentrum des Jappensand. Es hat eine Höhe von 44 Metern und ist 62 Tonnen schwer. Beide Türme wurden am 30. und 31. Mai 2011 mit Hilfe eines Schwimmkrans auf die vorher in den Wattboden getriebenen Gründungsrohre aufgestellt.
Die neue Anlage wurde nach den Vorgaben des Wasserstraßen- und Schifffahrtsamtes Wilhelmshaven geplant. Es ist auch Betreiber der Anlage. Die Gesamtkosten zur Errichtung der Richtfeuerlinie Jappensand und zum Rückbau der Richtfeuerlinie Eckwarden werden mit rund 3,9 Millionen Euro beziffert. Die Kosten werden von der Jade-Weser-Port-Realisierungsgesellschaft als Verursacher der Fahrrinnenverlegung getragen.